# Atomske enote
Atómske enòte so pripraven sistem enot za merjenja v atomski in jedrski fiziki, še posebej za opisovanje lastnosti elektronov. Atomske enote so izbrane tako, da so vse osnovne lastnosti elektrona enake eni atomski enoti.
Atomske enote so:
dolžina: Bohrov polmer {\displaystyle r_{\rm {B}}\ },
masa: mirovna masa elektrona {\displaystyle m_{\rm {e}}\ },
naboj: osnovni naboj {\displaystyle e_{0}\ },
energija: Hartreejeva energija {\displaystyle W_{\rm {h}}\ }.
Uporaba atomskih enot na primer poenostavi Schrödingerjevo enačbo. Hamiltonova funkcija elektrona v vodikovem atomu bo enaka:
v enotah SI:
{\displaystyle {\frac {-\hbar ^{2}}{2m_{\rm {e}}}}\nabla ^{2}+{\frac {1}{4\pi \varepsilon _{0}}}{\frac {-e_{0}^{2}}{r}}\!\,}
in v atomskih enotah:
{\displaystyle {\frac {-1}{2}}\nabla ^{2}+{\frac {-1}{r}}\!\,.}